# Kaplica Konfederatów Barskich na górze Jasień
Kaplica Konfederatów Barskich na górze Jasień – kaplica wyznania rzymskokatolickiego pod szczytem Kocurowej Góry (zwanej też górą Jasień) w Suchej Beskidzkiej. Znajduje się na wysokości ok. 500 m n.p.m. na południowo-wschodnim grzbiecie góry.

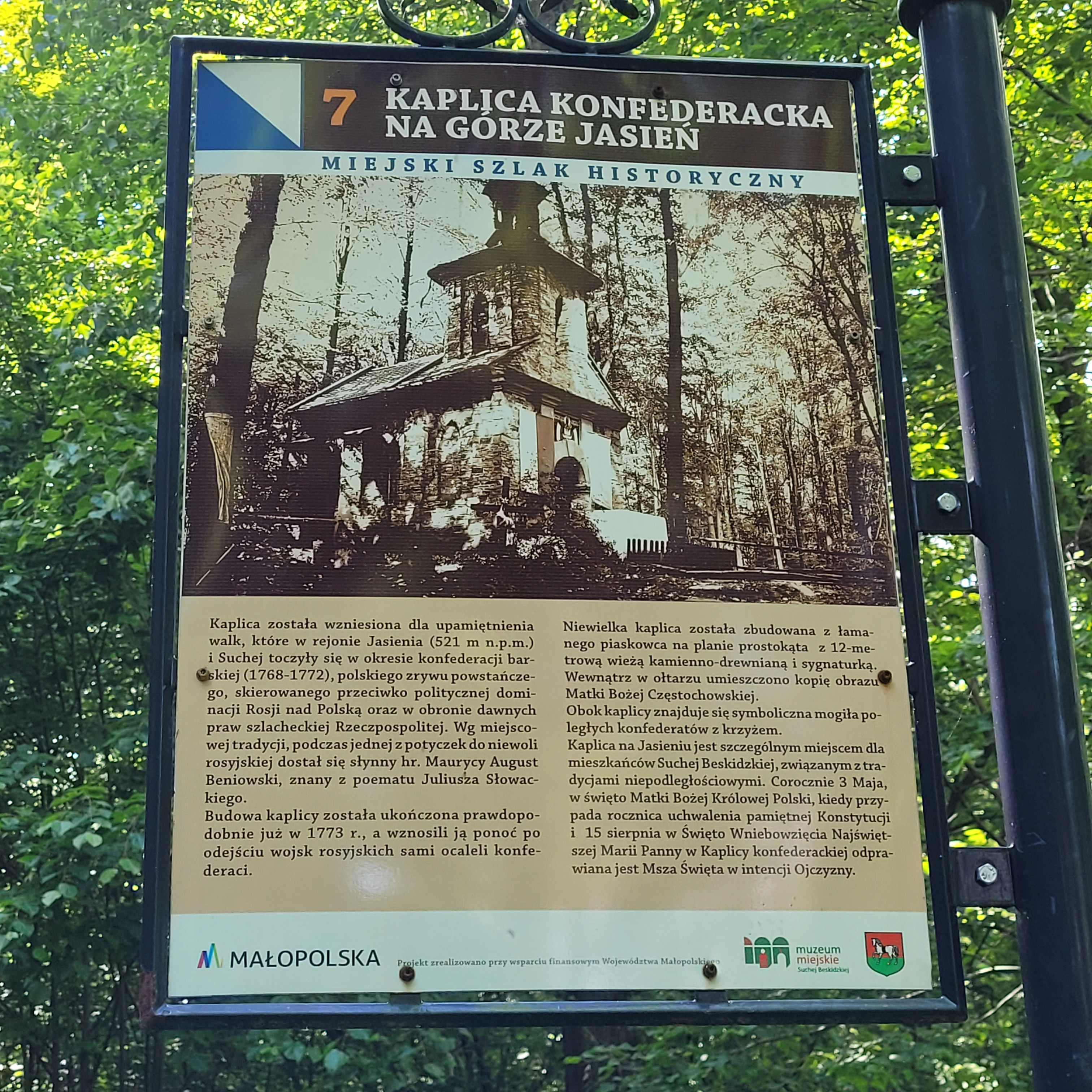
Tablica informacyjna o kaplicy na miejskim szlaku historycznym w Suchej Beskidzkiej

Niewielka kaplica jest budowlą murowaną, łączącą cechy architektury renesansowej z elementami gotyckimi i klasycystycznymi. Wzniesiona z miejscowego łamanego kamienia piaskowcowego na planie prostokąta o wymiarach 6x4 m, jednonawowa z niewielkim przedsionkiem, posiada w osi fasady kamienną wieżę z drewnianą, sześcioboczną sygnaturką z baniastym hełmem, o wysokości 12 m. Wewnątrz w ołtarzu kopia obrazu matki Boskiej Częstochowskiej.
Zbudowana została w 1773 r. na pamiątkę potyczki, jaką w czasie konfederacji barskiej w 1771 r. stoczyły tu oddziały konfederatów z wojskami rosyjskimi generała Suworowa. Według tradycji poległo w niej ok. 200 żołnierzy konfederackich, a do niewoli rosyjskiej miał się dostać Maurycy Beniowski. Obok kaplicy znajduje się symboliczna mogiła poległych konfederatów z krzyżem.
W latach 80. XX w. kaplica była miejscem manifestacji niepodległościowych miejscowego społeczeństwa. Obecnie corocznie 3 maja, w święto Matki Bożej Królowej Polski i 15 sierpnia, w święto Wniebowzięcia Najświętszej Maryi Panny, odprawiane są w kaplicy msze św. w intencji Ojczyzny.
Od Zamku w Suchej Beskidzkiej prowadzi do kaplicy znakowana ścieżka dydaktyczno-przyrodnicza. Istnieje też inne dojście – 
znakowana biało-niebiesko ścieżka spacerowa z suskiego osiedla Błądzonka w dolince potoku tej samej nazwy.